# Фергюссон, Чарльз

Герб Чарльза Фергюсона, баронета Килкеррана

Сэр Чарльз Фергюссон, 7-й баронет (англ. Charles Fergusson, 7th Baronet; 17 января 1865 — 20 февраля 1951) — британский государственный и политический деятель, военачальник. Генерал-губернатор Новой Зеландии (1924—1930).

## Биография
Представитель семьи, тесными узами связанной с историей Новой Зеландии. Его тесть Джордж Фергюсон Боуэн и отец Джеймс Фергюссон были губернаторами Новой Зеландии, соответственно, в 1868—1873 и 1873—1874 гг., а сын Бернард Фергюссон служил генерал-губернатором Новой Зеландии в 1964—1967 годах.
Ч. Фергюсон получил образование в колледже Итона и Королевской военной академии в Сандхерсте.
Военную службу начал в 1883 году в гвардейском гренадерском полку. С 1896 служил в колониальных частях в Африке. Комендант района Омдурман с 1900 г. Принимал участие в военных действиях британской армии в Судане в 1900—1903 годах. Генерал-адъютант египетской армии в 1901 году. Командовал гвардейским гренадерским подразделением.
С 1907 г. бригадный генерал, верховный главнокомандующий британскими частями в Ирландии.
Участник Первой мировой войны. С августа 1914 года командовал 5-й дивизией британской армии во Франции, затем с октября по декабрь 1914 — 9-й (шотландской) дивизией, с января 1915 года — командующий II-м корпусом, с мая 1916 года — XVII корпусом, которым он руководил до конца войны .
После войны был назначен военным губернатором Кёльна, вышел в отставку в 1922 году.
В 1907 унаследовал титул баронета Килкеррана.
В 1923 безуспешно пытался занять место в парламенте Великобритании.
Через год стал генерал-губернатором Новой Зеландии и занимал эту должность до февраля 1930 года.
Вернувшись в Англию, в 1937 г. занял почётный пост лорда-наместника Эршира в Шотландии. Исполнял обязанности до самой смерти в 1951 году.

## Награды
- Рыцарь ордена Бани
- Рыцарь Великого Креста ордена Святого Михаила и Святого Георгия
- Орден «За выдающиеся заслуги»
- Королевский Викторианский орден 5 класса.